# Keith and Dufftown Railway

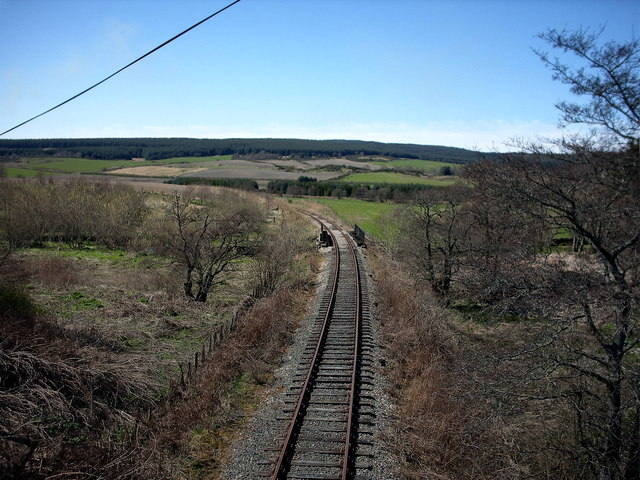
Keith and Dufftown Railway in de buurt van Douglasbrae

De Keith and Dufftown Railway (The Whisky Line) is een achttien kilometer lange toeristische spoorweg in Moray, Schotland. De lijn verbindt Keith met Dufftown via Drummuir.
De spoorlijn takte oorspronkelijk bij station Keith af van de Aberdeen to Inverness Line, waarna station Keith Town de eerste halte was. Het spoor tussen beide stations van Keith is tegenwoordig niet meer in gebruik. De toeristische treinen starten dan ook vanaf station Keith Town, ongeveer een kwartier lopen vanaf station Keith.